# Ингуманизм
Ингуманизм — направление в постгуманизме, которое определяет человека как нечто, способное определять и пересматривать себя, основываясь на определенном опыте, практических и теоретических знаниях.  

## Основные идеи
Ингуманизм противопоставляет себя как антигуманизму, так и эссенциалистскому гуманизму в вопросе о месте человека в жизни. Он отрицает человеческую исключительность, возводимую в абсолют гуманистами, но при этом и сохраняет за человеком право контролировать и влиять на окружающую среду, так как человек обладает способностями к самоопределению, переосмыслению и перестройке себя самого. Разум человека не помещается в среду иррационального материализма, но при этом и не становится чем то божественным.
Ингуманизм извлекает нормативное ядро классического гуманизма, но при этом его локус состоит не в исключительности человека, а в способности к рациональным действиям, концептуальной деятельности, укоренённой в социо-культурной среде и т.д.  Люди могут утверждать свои собственные нормы и правила, основываясь на коллективном подтверждении, разумности в качестве рациональной деятельности, не имеющей биологической сущности.
Ингуманизм предлагает человеку возможность пересматривать и перестраивать себя самого вне различных предполагаемых и предлагаемых кем бы то ни было сущностей, как порою это делают другие потсгуманистические течения. Коллективный проект самоопределения и трансформации необходим человеку, чтобы пересмотреть саму суть человека и перестроить его понимание самого себя, чтобы позволить эмансипировать разум от привязки к определенному носителю.

## Отличия от других видов постгуманизма
Ингуманизм противопоставляет себя антигуманизму и классическому гуманизму, отрицающим рациональную сущность человека и мешающим переосмыслению человека не через призму какой либо конкретной сущности или причины.